# 热穹

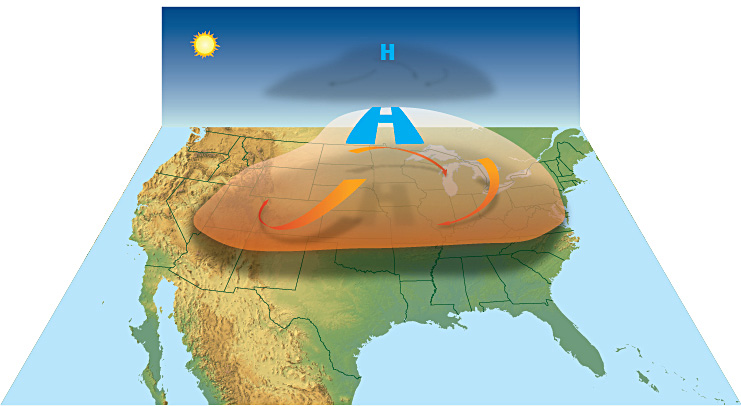
美国上空的热穹

热穹是夏天的一種大氣現象。在静止、干燥的夏季条件下，大量的暖空气聚集起来。来自地球大气层的高氣壓将暖空气向下壓制。随着空气被压缩，温度变得更高。当暖空气试图上升时，它上面的高压迫使它下降，結果溫度变得更高，暖空氣更密集。高压的作用就像一个圓頂，使它下面的一切溫度变得越来越高。

## 另見
- 2021年北美西部熱浪